# Joachim Christoph Heyn
Joachim Christoph Heyn (* 18. September 1718 in Greifswald; † nach 1792) war ein deutscher Verwaltungsjurist und Bürgermeister.
Joachim Christoph Heyn wurde in seiner Heimatstadt 1743 Mitglied des Magistrats, 1751 zum zweiten Stadtsyndikus befördert und 1763 zum Bürgermeister gewählt. 1774 wurde Heyn zum königlichen Landrat ernannt.
Er war verheiratet mit Catharina Emerantia Spitt, Tochter des Greifswalder Kaufmanns Heinrich Spitt. Das Paar hatte drei Kinder. Der Sohn Carl Gustav wurde Kaufmann in Sankt Petersburg, der Sohn Johann Christoph († 1800) wurde Porträtmaler in Dresden und die Tochter Sophia Dorothea († 1804) heiratete den Ratssekretär Carl Heinrich Linde.
Zu Heyns 50-jährigem Magistratsjubiläum wurde von der Greifswalder Kaufmannschaft eine Medaille herausgegeben, die von dem Berliner Medailleur und Münzmeister Abraham Abramson hergestellt wurde.